# 園田原三
園田 原三（そのだ げんぞう、1941年5月 - 2024年10月）は、日本社会党中央本部の幹部職員。村山富市首相の内閣総理大臣秘書官。佐賀大学文理学部卒業。大分県出身。

## 経歴
大分県生まれ。1961年（昭和36年）に日本社会党へ入党。1965年（昭和40年）3月、佐賀大学文理学部を卒業。大学卒業後は日本社会党の社青同中央本部に勤務。1971年（昭和46年）に日本社会党中央本部書記局へ入局。党機関紙「社会新報」編集長や党企画調査部長などを務めた。1994年（平成6年）6月に村山富市の内閣総理大臣秘書官（政務担当）に就任。1996年（平成8年）10月、衆議院議員選挙に熊本3区から立候補するも落選。その後、社民党全国連合を退職。

## 著書
- 『村山富市の証言録 自社さ連立政権の実相』（編集、新生舎出版、2011年9月1日）
- 『村山首相秘書官ー社会党人生の軌跡』（オルタ出版室、2015年7月1日）